# اوکور (کمون)
اوکور (به فرانسوی: Avocourt) یک کمون در فرانسه است که در canton of Varennes-en-Argonne واقع شده‌است. اوکور ۱۴٫۶۶ کیلومتر مربع مساحت دارد ۲۲۵ متر بالاتر از سطح دریا واقع شده‌است.